# Alain Boudet (réalisateur)
Pour les articles homonymes, voir Alain Boudet et Boudet.
 (avril 2014).
Si vous disposez d'ouvrages ou d'articles de référence ou si vous connaissez des sites web de qualité traitant du thème abordé ici, merci de compléter l'article en donnant les références utiles à sa vérifiabilité et en les liant à la section « Notes et références ».
Alain Boudet, né le 14 mars 1928 à Sourdeval et mort le 7 août 2019 à Aix-en-Provence, est un réalisateur français.

## Biographie
Sorti de la 6e promotion de l'IDHEC, il devient assistant-réalisateur au cinéma en 1950, puis à la Radiodiffusion-télévision française en 1952.
Premier assistant-réalisateur sur cinq films de Jean Delannoy dont La Princesse de Clèves et Le Baron de l'écluse, il a également été l'assistant de Gene Kelly pour La Route joyeuse et de Billy Wilder pour Ariane.
Entre les années 1960 et 1980, il réalise un total de 82 téléfilms, d'abord pour la RTF, puis pour l'ORTF, et enfin pour les diverses sociétés qui la remplacèrent. 
Parmi ces téléfilms, l'un d'entre eux a été particulièrement décrié. Il s'agit de Bouclage (1967), tourné dans le Gard à Sommières, et Villevieille. Le lieu de tournage, devait rester secret du fait du scénario. Il est finalement révélé par la presse locale, entraînant alors une levée de boucliers des riverains ,liée vraisemblablement à l'époque, de nos jours ce même film bénéficierait d'une approche différente, il est d'ailleurs actuellement l'objet de recherches par beaucoup auprès de l'INA entre autres et celles-ci s'avèrent vaines.
Il prend sa retraite en 1987, mais demeure membre du Syndicat des réalisateurs et créateurs du cinéma, de la télévision et de l'audiovisuel (SRCTA) et de la Société des auteurs et compositeurs dramatiques (SACD).

## Filmographie

### En tant que réalisateur

#### Cinéma
- 1957 : La Route joyeuse de Gene Kelly - assistant réalisateur
- 1957 : Ariane de Billy Wilder - assistant réalisateur
- 1960 : Le Baron de l'écluse de Jean Delannoy - 1er assistant réalisateur
- 1961 : La Princesse de Clèves de Jean Delannoy - 1er assistant réalisateur

#### Télévision
- 1957 : Le Quadrille des diamants de Claude Barma - assistant réalisateur
- 1957 : En votre âme et conscience, épisode : L'affaire Gouffé de  Claude Barma - assistant réalisateur
- 1958 : En votre âme et conscience, épisode : L'Affaire Peltzer de  Claude Barma - assistant réalisateur
- 1958 : En votre âme et conscience :  L'Affaire Schwartzbard de Claude Barma - assistant réalisateur
- 1958 : En votre âme et conscience :  Le procès du docteur Castaing de Claude Barma - assistant réalisateur
- 1958 : En votre âme et conscience :  Les Traditions du moment ou l'Affaire Fualdès de Claude Barma assistant réalisateur
- 1959 : Bastoche et Charles Auguste de Bernard Hecht (assistant réalisateur)
- 1959 : En votre âme et conscience, épisode : L'Affaire Steinheil de Jean Prat (assistant réalisateur)
- 1959 : En votre âme et conscience, épisode : Les Frères Rorique ou l'Enigme des îles de Jean Prat : assistant réalisateur
- 1961 : Les Femmes de bonne humeur d'après Carlo Goldoni
- 1961 : La Plage de Saint-Clair
- 1961 : La Dame de Monsoreau d'après Alexandre Dumas
- 1961 : Polyeucte de Corneille, Comédie-Française
- 1961 : Le Théâtre de la jeunesse : Cosette d'après Victor Hugo[1]
- 1961 : Le Théâtre de la jeunesse : Doubrovsky d'après Doubrovsky d'Alexandre Pouchkine, réalisation en 2 parties
- 1962 : Le Navire étoile
- 1962 : Le mal court d'après Jacques Audiberti
- 1962 : Quatrevingt-treize d'après Victor Hugo
- 1962 : Le Théâtre de la jeunesse : Gavroche d'après Victor Hugo[1]
- 1962 : Le Théâtre de la jeunesse : La Fille du capitaine d'après Pouchkine
- 1962 : Le Jeu de l'amour et de la mort d'après Romain Rolland
- 1963 : Les Cabinets particuliers Duvert et Lauzanne
- 1963 : La Chasse ou l'Amour ravi
- 1963 : Le Théâtre de la jeunesse : Jean Valjean d'après Victor Hugo[1]
- 1964 : La Comtesse de Tende d'après Mme de La Fayette
- 1964 : Quoat-Quoat d'après Jacques Audiberti
- 1964 : Points de mire
- 1964 : Le Théâtre de la jeunesse : Les Aventures de David Balfour d'après Robert Louis Stevenson
- 1964 : Un bourgeois de Calais
- 1965 : Morgane ou le Prétendant d'après Villiers de l'Isle Adam
- 1965 : Le Dompteur ou l'Anglais tel qu'on le mange
- 1965 : Le Théâtre de la jeunesse : Tarass Boulba d'après Nicolas Gogol
- 1966 : L'Ordre
- 1966 : Don Juan et Faust d'après Grabbe
- 1966 : L'Orange et le Musicien
- 1966 : Le Sacre de Napoleon
- 1967 : Un cœur qui se brise d'après John Ford
- 1967 : Évadné d'après Beaumont et Fletcher
- 1967 : La Marseillaise de Rude
- 1967 : Les Trois Coups de minuit d'après André Obey
- 1967 : Eugénie Grandet d'après  Honoré de Balzac
- 1967 : Beatrix d'après Balzac[2]
- 1968 : Bouclage
- 1968 : Le Tribunal de l'impossible : Qui hantait le presbytère de Borley ?
- 1969 : Charlotte et Maximilien
- 1969 : Un bourgeois de Paris
- 1970 : Le Tribunal de l'impossible : Un mystère contemporain
- 1971 : HPW ou Anatomie d'un faussaire
- 1971 : Des yeux, par milliers, braqués sur nous
- 1971 : Le Tribunal de l'impossible : Le Voleur de cerveau
- 1972 : La Vie, pourtant privée, de Percy Ferguson
- 1972 : La Trahison
- 1973 : Le Déserteur
- 1973 : Les Thibault d'après Roger Martin du Gard (épisodes 4 à 6)
- 1974 : Une ténébreuse affaire d'après Balzac
- 1974 : Une affaire à suivre
- 1974 : La Conciliation ou Anatomie d'un otage
- 1975 : Cinéma 16, épisode Esquisse jeune femme sens dessus-dessous
- 1975 : Washington Square d'après Henry James
- 1975 : Simon Bolivar, el Libertador  (2 épisodes)
- 1976 : L'Italien ou le Confessionnal des pénitents noirs (6 épisodes)
- 1978 : Le Temps d'une République : Un hussard noir en pays blanc
- 1980 : Au feu le préfet
- 1980 : Cinéma 16, épisode Notre bien chère disparue
- 1980-1981 : Les Dossiers éclatés :
  - La Lame et le Manche
  - Deux morts à la Toussaint
  - Le Querellé ou la Nécessité d'être comme tout le monde
  - Le Jardin d'hiver
- 1981 : L'Escarpolette de Jean-Michel Damase
- 1981 : Le Serin du major
- 1981 : L'Art de la fugue
- 1981 : Les Dossiers de l'écran : Le Pain de fougère
- 1982 : Emmenez-moi au théâtre : Apprends-moi Céline de Maria Pacôme
- 1983 : Le Garçon d'appartement de Gérard Lauzier
- 1983 : Le Miroir opaque
- 1984 : Gros Plan
- 1984 : Les Enquêtes du commissaire Maigret : La Patience de Maigret
- 1985 : Le Rébus
- 1987 : Drôles d'occupations (5 épisodes)

### En tant que scénariste ou adaptateur
- 1961 : La Plage de Saint-Clair avec Jacques Peuchmaurd
- 1963 : La Chasse ou l'Amour ravi avec Roger Koffman
- 1963 : Les Cabinets particuliers avec Michel de Ré
- 1964 : Points de mire avec Christian Watton
- 1966 : Bouclage avec Christian Watton
- 1966 : Le Sacre de Napoléon avec Pierre Miquel
- 1967 : L'Orange et le Musicien avec Pierre Miquel
- 1967 : La Marseillaise de Rude avec Pierre Miquel
- 1968 : Les Interprètes avec Christian Watton
- 1970 : HPW ou Anatomie d'un faussaire avec Christian Watton
- 1972 : La Vie, pourtant privée, de Percy Ferguson avec Christian Watton
- 1974 : Une affaire à suivre avec Christian Watton
- 1974 : La Conciliation avec Christian Watton
- 1975 : Simon Bolivar, el Libertador avec André Camp et Benjamin Kruk
- 1975 : Esquisse d'une jeune femme sens dessus-dessous avec Christian Watton
- 1977 : Un hussard noir en pays blanc avec Pierre Miquel
- 1979 : Notre bien chère disparue avec Christian Watton
- 1980 : Le Pain de fougère avec Pierre Miquel
- 1980 : Au feu le préfet avec Pierre Miquel
- 1982 : Le Serin du major avec Pierre Miquel
- 1983 : Le Miroir opaque avec Christian Watton
- 1985 : Drôles d'occupations avec Christian Watton
- 1985 : Le Rébus avec Christian Watton

## Distinctions
En 1971, il obtient le prix de la critique de télévision pour HPW ou Anatomie d'un faussaire. Ce film de télévision a été diffusé dans divers festivals et projeté en salles à La Pagode.